# Janusz Jutrzenka Trzebiatowski
Janusz Gerard Stanisław Jutrzenka Trzebiatowski (ur. 9 lipca 1936 w Chojnicach) – polski rzeźbiarz, malarz, scenograf, poeta.
Urodzony w Chojnicach żyje i tworzy w Krakowie. Jego twórczość to malarstwo, rzeźba, plakat, medalierstwo, architektura i scenografia oraz twórczość poetycka. Odznaczony Krzyżem Kawalerskim i Krzyżem Oficerskim Orderu Odrodzenia Polski, Złotym Laurem za Mistrzostwo w Sztuce i wieloma innymi odznaczeniami i wyróżnieniami. Jest członkiem Assocation Internationale des Arts Plastiques AIAP, Federation Internationale De La Medaille FIDEM, Polish Pastel Society of America, Stowarzyszenia Twórczego POLART, Stowarzyszenia Pastelistów Polskich, Związku Polskich Artystów Plastyków, Związku Literatów Polskich, Stowarzyszenia Artystyczno-Literackiego i wielu innych. Swoje prace wystawia za granicą w: Anglii, Armenii, Austrii, Belgii, Bułgarii, Chinach, Czechach, Danii, Estonii, Finlandii, Francji, Hiszpanii, Holandii, Indiach, Irlandii, Izraelu, Japonii, Kanadzie, na Kubie, w Luksemburgu, Meksyku, Niemczech, Norwegii, Polsce, Rosji, Serbii, Słowacji, Stanach Zjednoczonych Ameryki Północnej, Syrii, Szwajcarii, Szwecji, Ukrainie, na Węgrzech, we Włoszech.

## Życiorys
W roku 1954 wyjechał do Krakowa i tam podjął studia na Akademii Sztuk Pięknych. Ukończywszy studia pozostał w Krakowie, tam nieustannie pracuje i tworzy do dziś.
Przez wiele lat współpracował z Muzeum Historyczno-Etnograficznym w Chojnicach, był członkiem Rady Programowej BWA w Ostrowcu Świętokrzyskim oraz Rady Małopolskiego Biura Wystaw Artystycznych, współpracował z Galerią Nowohuckiego Centrum Kultury, a także z Towarzystwem Przyjaciół Sztuk Pięknych w Krakowie.
Bliskie były mu również stowarzyszenia twórcze, których często był członkiem, a niejednokrotnie ich twórcą. Można tu wymienić m.in. Stowarzyszenie „Kuźnica” w Krakowie, Stowarzyszenie Twórcze „Grupa Nowa Huta”, Stowarzyszenie Twórcze POLART, Stowarzyszenie Pastelistów Polskich, Ogólnopolskie Stowarzyszenie Twórcze Artystyczno-Literackie, czy Związek Literatów Polskich.
W 2010 został odznaczony Brązowym, w 2016 Srebrnym, a w 2023 Złotym Medalem „Zasłużony Kulturze Gloria Artis”.
Prace Janusza Trzebiatowskiego były eksponowane w następujących muzeach:
- Muzeum Narodowe w Chinach, Museum of Modern Art Shanghai[9]

## Poezja
Janusz Trzebiatowski wydał 12 tomików poezji:
- Poezje, posłowie Stanisław Franczak, Oficyna Wydawnicza KKAL, Kraków 1993
- Przyjaciółko moja, posłowie Maciej Naglicki, Oficyna Wyd. Agat-Print, Kraków 1994
- Ogrody sztuki, posłowie Michał Ciechański, Oficyna Wyd. KKAL, Kraków 1996
- Przestrzenie miłości, posłowie Michał Siemaszko, Oficyna Wyd. KKAL, Kraków 1997
- Fotografie pamięci, wstęp Piotr Augustynek, Wyd. ST POLART, Kraków 1999
- Ona, wstęp Bolesław Faron, Kraków 2001, Wyd. J. T. Chełm – Kraków 2003
- Pomiędzy, wstęp Jan Pieszczachowicz, Oficyna Wyd. Agat-Print, Kraków 2004
- Zapiski, wstęp Jan Pieszczachowicz, Wydawnictwo ST POLART, Kraków 2005
- Dotyk, Wydawnictwo Stowarzyszenia Twórczego POLART Kraków 2007
- Pieta, wstęp Stanisław Dziedzic, Wyd. Towarzystwa Słowaków w Polsce 2010
- Krawędzie, wstęp Stanisław Dziedzic, Jan Pieszczachowicz, Bolesław Faron, wyd. TSP Kraków – Chojnice 2013
- Dyskurs, wyd. Galeria Muzeum Janusza Trzebiatowskiego w Chojnicach – Chojnice 2014